# Martin Hála (fotbalista)
Martin Hála (* 24. března 1992 Olomouc) je český profesionální fotbalista, který hraje na pozici krajního záložníka či obránce za český klub Bohemians Praha 1905. Je také bývalým českým mládežnickým reprezentantem.

## Klubová kariéra
Svoji fotbalovou kariéru začal v SK Sigma Olomouc. Mezi jeho další angažmá patří: 1. FC Slovácko, FC Nitra, SK Dynamo České Budějovice a SK Sigma Olomouc.

## Reprezentační kariéra
Hála hrál za české mládežnické reprezentace od kategorie U16.
S reprezentací do 19 let získal stříbrné medaile na mistrovství Evropy hráčů do 19 let 2011 v Rumunsku po finálové porážce 2:3 po prodloužení se Španělskem.